# Newcastle Eagles
Pour les articles homonymes, voir Eagles (homonymie).
Les Newcastle Eagles, ou Springfield Honda Newcastle Eagles sont un club franchisé de basket-ball anglais situé à Newcastle-upon-Tyne et appartenant à la British Basketball League

## Historique
Originaire du comté de Sunderland, l'équipe est longtemps resté dans les divisions inférieures des différents championnats anglais. Après quelques titres, et un changement de nom pour devenir les Sunblest Sunderland, l'équipe atteint, en 1983, la British Basketball League qui à cette époque fait office d'élite. Mais la réussite n'est pas forcément celle escomptée, et, après plusieurs saisons décevantes, le manager général décide de faire migrer le club (désormais franchisé) vers la ville de Newcastle en 1995

## Anciens noms
- 1976-1977 : EBAB Washington
- 1977-1978 : EPAB Sunderland
- 1978-1995 : Sunblest Sunderland
- 1995-1996 : Newcastle Comets
- Depuis 1996 : Newcastle Eagles

## Palmarès
- British Basketball League : 2005, 2006, 2007, 2009, 2012
- BBL Cup : 2006, 2012
- BBL Trophy : 2005, 2006, 2009, 2010.

## Joueurs célèbres
- Andrew Sullivan
- Tafari Toney